# Prendimi!
Prendimi! (Tag), pubblicizzato in Italia anche col titolo Prendimi! - La storia vera più assurda di sempre, è un film del 2018 diretto da Jeff Tomsic con protagonisti Ed Helms, Jake Johnson, Annabelle Wallis, Hannibal Buress, Isla Fisher, Rashida Jones, Leslie Bibb, Jon Hamm e Jeremy Renner.
La pellicola è basata sull'articolo It Takes Planning, Caution to Avoid Being It scritto da Russell Adams per il The Wall Street Journal e racconta la storia vera di un gruppo di amici che per oltre trent'anni ha giocato a chiapparello.

## Trama
Hogan "Hoagie" Malloy, Bob Callahan, Randy "Chilli" Cilliano, Kevin Sable e Jerry Pierce sono un gruppo di cinque amici con una tradizione che va avanti da trent'anni: ogni anno, per tutto il mese di maggio, giocano a Prendimi! per rivivere la loro infanzia e perseguire il loro mantra: "Non smetti di giocare perché invecchi, invecchi perché smetti di giocare". Tuttavia, Jerry è l'unico del gruppo a non essere mai stato "preso", conquistando un record ancora imbattuto. A fine maggio dell'anno corrente, Hoagie raggiunge Bob, che sta concludendo un'intervista nel suo ufficio, travestendosi da inserviente per "prenderlo". Hoagie dice all'amico che Jerry sta per sposarsi e ha deciso di ritirarsi dal gioco. I due decidono di radunare il resto del gruppo per rovinare il suo record "prendendolo".
Hoagie e Bob reclutano anche Chilli e Sable per un ultimo tentativo di rincorrere Jerry. Il gruppo viene accompagnato da Rebecca Crosby, una giornalista del Wall Street Journal che decide di scrivere un articolo sulla loro tradizione, e dalla moglie di Hoagie, Anna.
Una volta arrivati nella loro città natale, il gruppo trova Jerry e cerca di "prenderlo", ma rimane sopraffatto dalla sua abilità. Dopo che Jerry presenta la sua fidanzata Susan, gli altri accettano di non giocare agli eventi legati ai matrimoni in cambio di inviti. Nonostante ciò, il gruppo tenta più volte di prendere Jerry, ma senza successo: in uno dei tentativi Hoagie, Chilli e Sable finiscono nelle trappole preparate da Jerry. Durante la cena di prova, Susan confida ai ragazzi di essere incinta.
Sconfitti, il gruppo cerca di elaborare un nuovo piano. Dopo aver scoperto che Jerry frequenta le riunioni degli Alcolisti Anonimi, decidono di annullare la sua prossima riunione, che si terrà il giorno delle sue nozze. Fanno la loro mossa e quasi toccano Jerry, ma lui si rifugia nella cantina della comunione. Jerry e i ragazzi rimangono lì per ore, finché Susan non arriva con il matrimonio che si terrà tra poche ore. Lei lo rimprovera per aver messo a repentaglio il loro matrimonio per un gioco infantile, poi improvvisamente sembra avere un aborto spontaneo, così lui esce per aiutarla. Chilli è convinta che si tratti di uno stratagemma, ma Jerry insiste che non sta scherzando e la coppia se ne va.
I ragazzi ricevono un messaggio che informa che il matrimonio è stato rinviato a causa di un potenziale aborto spontaneo. Tuttavia, vedono un post di una damigella d'onore di Susan nel suo abito da sposa, che mostra come il matrimonio sia ancora in programma. Indignati per l'inganno, i ragazzi decidono di imbucarsi al matrimonio. Al loro arrivo, Susan conferma la menzogna della gravidanza. Arrabbiato con Jerry per aver mentito, Hoagie decide di "prenderlo" alla fine della cerimonia, dopo che lui e Susan si sono baciati. Si lancia contro Jerry e finisce per atterrare il pastore, perdendo conoscenza. Anna conferma che le sue condizioni sono gravi e chiama un'ambulanza.
Tutti si incontrano all'ospedale, dove Hoagie rivela loro di essere malato terminale di un tumore al fegato e che ci sono alte probabilità che l'anno prossimo no ci sarà. Ragione per cui Hoagie ha mentito al gruppo sul fatto che Jerry si sarebbe ritirato dopo la stagione perché voleva riunirsi ai suoi amici e tentare di prendere Jerry un'ultima volta. Jerry, mossa a pietà per Hoagie, si fa "prendere" dall'amico e quando si accorge che mancano ancora cinque minuti alla fine di maggio, il gruppo ricomincia il gioco e cambia le regole in modo che anche Anna e Rebecca possano giocare anche loro.
Prima dei titoli di coda, vengono mostrati video e una fotografia del vero gruppo di dieci uomini che ha ispirato il film, che continua a suonare. Durante i titoli di coda, Jerry viene "preso" di nuovo.

## Produzione
Inizialmente il progetto, partito nel 2013, prevedeva la presenza di Will Ferrell e Jack Black; nel marzo 2015 Rob McKittrick viene scelto per scrivere la sceneggiatura.
Nel marzo 2016 Will Ferrell e Jack Black abbandonano il progetto, e subentrano Jeff Tomsic alla regia con Ed Helms protagonista.

### Riprese
Le riprese del film iniziano nel giugno 2017 ad Atlanta.
Durante le riprese, Jeremy Renner si è fratturato il gomito destro ed il polso sinistro.

## Promozione
Il primo trailer del film viene diffuso il 20 marzo 2018.

## Distribuzione
La pellicola è stata distribuita nelle sale cinematografiche statunitensi a partire dal 15 giugno 2018, mentre in Italia dal 5 luglio dello stesso anno.

### Divieti
Negli Stati Uniti, il film è stato vietato ai minori di 17 anni per la presenza di "linguaggio scurrile, contenuti sessuali, uso di droghe e nudità".

## Riconoscimenti
- 2018 - People's Choice Awards[9]
  - Candidatura per il film commedia preferito dal pubblico
  - Candidatura per la star comica preferita dal pubblico a Jon Hamm